# 外展神經
外旋神經（abducens nerve，abducent nerve）又称外展神經，是十二對腦神經中的第六對，编号为VI（CN VI）。其支配外直肌，使眼球向外瞄準，是一條純粹的運動神經。

## 外部連結
- 解剖學(Anatomy)-腦神經(cranial nerve)-CN VI(外旋神經)（页面存档备份，存于）(正體中文)